# Jan Andrzej Chomiczewski
Jan Andrzej Chomiczewski (ur. 19 listopada 1909 w Siemiatyczach, zm. 5 marca 1992 w Łodzi) – pułkownik lekarz ludowego Wojska Polskiego.

## Życiorys
Jan Andrzej Chomiczewski nauki pobierał w gimnazjach w Białymstoku, Warszawie i Siedlcach. Po rocznych naukach w trzech gimnazjach przez 3 lata swoje wykształcenie zdobywał w Korpusie Kadetów nr 2, a następnie był uczniem Gimnazjum Koedukacyjnego Wydziału Powiatowego Sejmiku w Radzyniu Podlaskim, w którym w 1928 roku otrzymał świadectwo maturalne. W latach 1928–1929 uczęszczał do Szkoły Podchorążych Rezerwy Artylerii. Kiedy zakończył w niej edukację, rozpoczął naukę na Wydziale Matematyczno–Przyrodniczym Uniwersytetu Warszawskiego. Zaliczył pierwszy rok studiów i wówczas przeniósł się na Wydział Lekarski UW, ukończywszy go w 1936. Podczas studiów miał ćwiczenia wojskowe w czasie których został mianowany podporucznikiem rezerwy artylerii ze starszeństwem z dniem 1 stycznia 1932 i wraz z awansem otrzymał przydział do 9 pułku artylerii lekkiej. W 1936 odbył przeszkolenie w Szkole Strzelań Artylerii w Toruniu, a 1 stycznia następnego roku awansowano go do stopnia porucznika rezerwy artylerii. 12 maja 1937 uzyskał dyplom lekarza i w Warszawie zaczął praktykę szpitalną. Starał się jednocześnie żeby przyjęto go do czynnej służby wojskowej.
Został przeniesiony do korpusu oficerów służby zdrowia z jednoczesnym powołaniem do służby czynnej z dniem 14 lipca 1938 i mianowaniem go lekarzem 18 pułku piechoty. Po kilku miesiącach w 26 pułku artylerii lekkiej został starszym lekarzem pułku. Dowódca plutonu przeciwgazowego w kompanii sanitarnej nr 403 podczas mobilizacji marcowej 1939, która funkcjonowała w składzie 26 Dywizji Piechoty. Z kompanią brał udział w kampanii wrześniowej. 19 września 1939 w Puszczy Kampinoskiej dostał się do niewoli w której przebywał w obozie przejściowym w Łodzi, a z którego został zwolniony 1 grudnia 1939 i wrócił do Warszawy.
Od 1 czerwca 1940 rozpoczął pracę w Miejskim Instytucie Higieny na stanowisku bakteriologa, a od lipca zaczął działać w ZWZ-AK. Pod pseudonimem „Pobożański” był lekarzem Kedywu Komendy Głównej AK. Awansował do stopnia kapitana lekarza w lipcu 1944. Walcząc w powstaniu warszawskim wykonywał pracę lekarza na Woli. Po upadku stolicy Chomiczewski wyjechał do Kielc, w których był w PCK lekarzem. 16 lutego 1945 został zmobilizowany i od 16 lutego do 22 marca 1945 pracował w Kielcach jako chirurg w Punkcie Przesyłowym nr 3, a od 23 marca do 15 września 1945 otrzymał przydział do Sanitarno–Epidemiologicznego Laboratorium Frontu nr 9, gdzie był specjalistą od szczególnie niebezpiecznych chorób zakaźnych i bakteriologiem. Następnie te same funkcje pełnił od 16 września 1945 do 1 stycznia 1947 w Centralnym Laboratorium Sanitarno Epidemiologicznym Wojska Polskiego.
14 lipca 1946 otrzymał stopień majora, a 17 grudnia 1946 podpułkownika. Od 15 stycznia 1947 do 9 lipca 1949 w Centralnym Laboratorium Centrum Wyszkolenia Sanitarnego był kierownikiem pracowni bakteriologicznej i ponownie znalazł się w Centralnym Laboratorium Sanitarno–Epidemiologicznym WP w którym od 10 lipca 1949 do 15 stycznia 1950 był jego kierownikiem. Kierownik Centralnego Laboratorium Higieny Wojskowej oraz w nowo utworzonym Wojskowym Centrum Wyszkolenia Medycznego w Łodzi był wykładowcą. 21 września 1951 został zwolniony ze stanowiska, a powodem była bardzo szybko rozwijająca się u niego gruźlica. Przeniesiono go do dyspozycji Departamentu Kadr MON, a następnie został zdemobilizowany 10 stycznia 1952 i jednocześnie całkowicie zwolniony od obowiązku wojskowego. Pomimo leczenia Jan Chomiczewski nadal pracował naukowo w Łódzkiej Akademii Medycznej jako asystent. Od 1954 w Stacji Sanitarno–Epidemiologicznej w Łodzi zorganizował pracownię bakteriologiczną, którą sam kierował. W 1962 na Wrocławskiej Akademii Medycznej habilitował się, a w marcu tegoż roku ponownie powołano go do służby wojskowej i awansowano do stopnia pułkownika oraz wyznaczono na szefa katedry mikrobiologii lekarskiej z zakładem Wojskowej Akademii Medycznej. W latach 1964–1971 był dziekanem–komendantem Wydziału Lekarskiego WAM. W 1968 uzyskał tytuł profesora nadzwyczajnego, a 17 października 1973 został przeniesiony w stan spoczynku. Autor szeregu prac i referatów naukowych. Zmarł w Łodzi 5 marca 1992. 

## Życie prywatne
Ojciec prof. dr hab. Krzysztofa Chomiczewskiego (ur. 1942) - pułkownika lekarza, komendanta WIHiE oraz Adama Chomiczewskiego (ur. 1946).

## Ordery i odznaczenia
- Krzyż Kawalerski Orderu Odrodzenia Polski[4],
- Krzyż Walecznych,
- Srebrny Krzyż Zasługi z Mieczami,
- Srebrny Krzyż Zasługi.